# هذيل بن عبد الملك بن رزين
أبو محمد هذيل بن عبد الملك بن خلف بن لب بن رزين (المتوفي سنة 436هـ/1044م) مؤسس دولة آل رزين في الأندلس، والمسماة طائفة شنتمرية الشرق. ينحدر هذيل بن عبد الملك من أصل بربري من قبيلة هوارة، ويعرف وأهل بيته ببني الأصلع. كان من أكابر مدينة شنتمرية الشرق ويقال لها «السهلة» وينسبها الاسبان إلى بني رزين، فيسمونها (سييرا دي البراسين) ولما اضطرب أمر الأندلس بعد الأمويين وظهر ملوك الطوائف وثار كل رئيس بموضع، امتنع ابن رزين في بلده، وبايعه أهلها سنة 403 هـ/1013 م فأحكم نظامها وابتعد بها عن خوض الفتن فأمنت في عهده. وكان ملكا هماما كريما. واستمر في الحكم إلى أن توفي سنة 1044م.